# Senna bauhinioides
Senna bauhinioides là một loài thực vật có hoa trong họ Đậu. Loài này được (A.Gray) H.S.Irwin & Barneby miêu tả khoa học đầu tiên.

## Hình ảnh

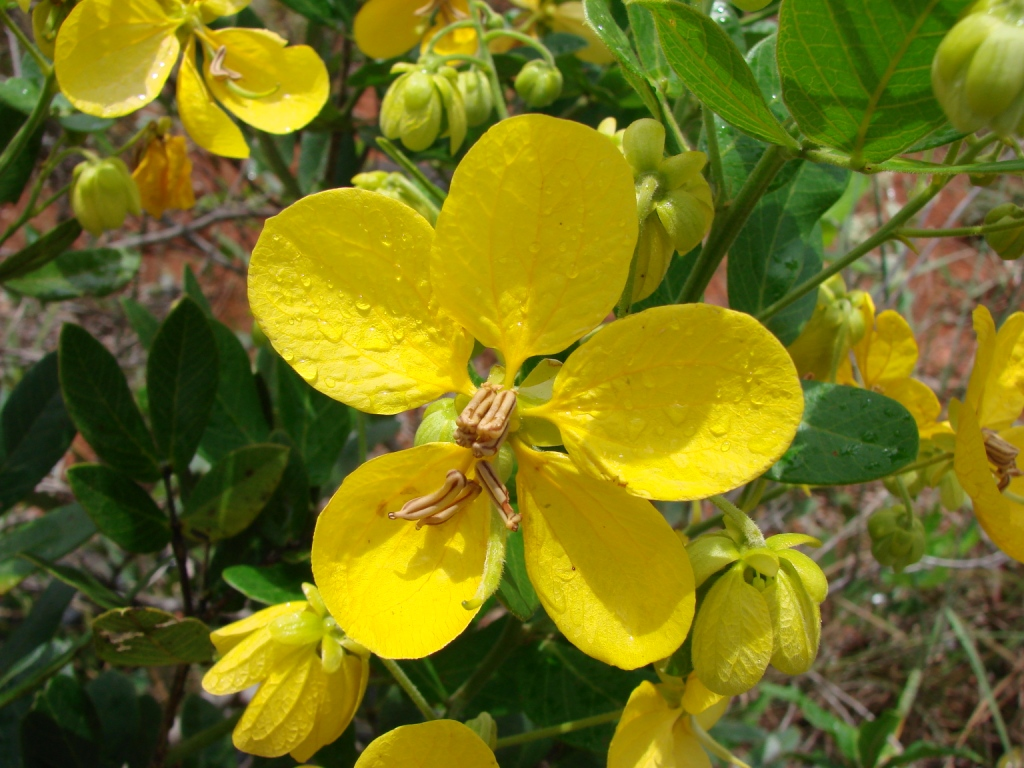
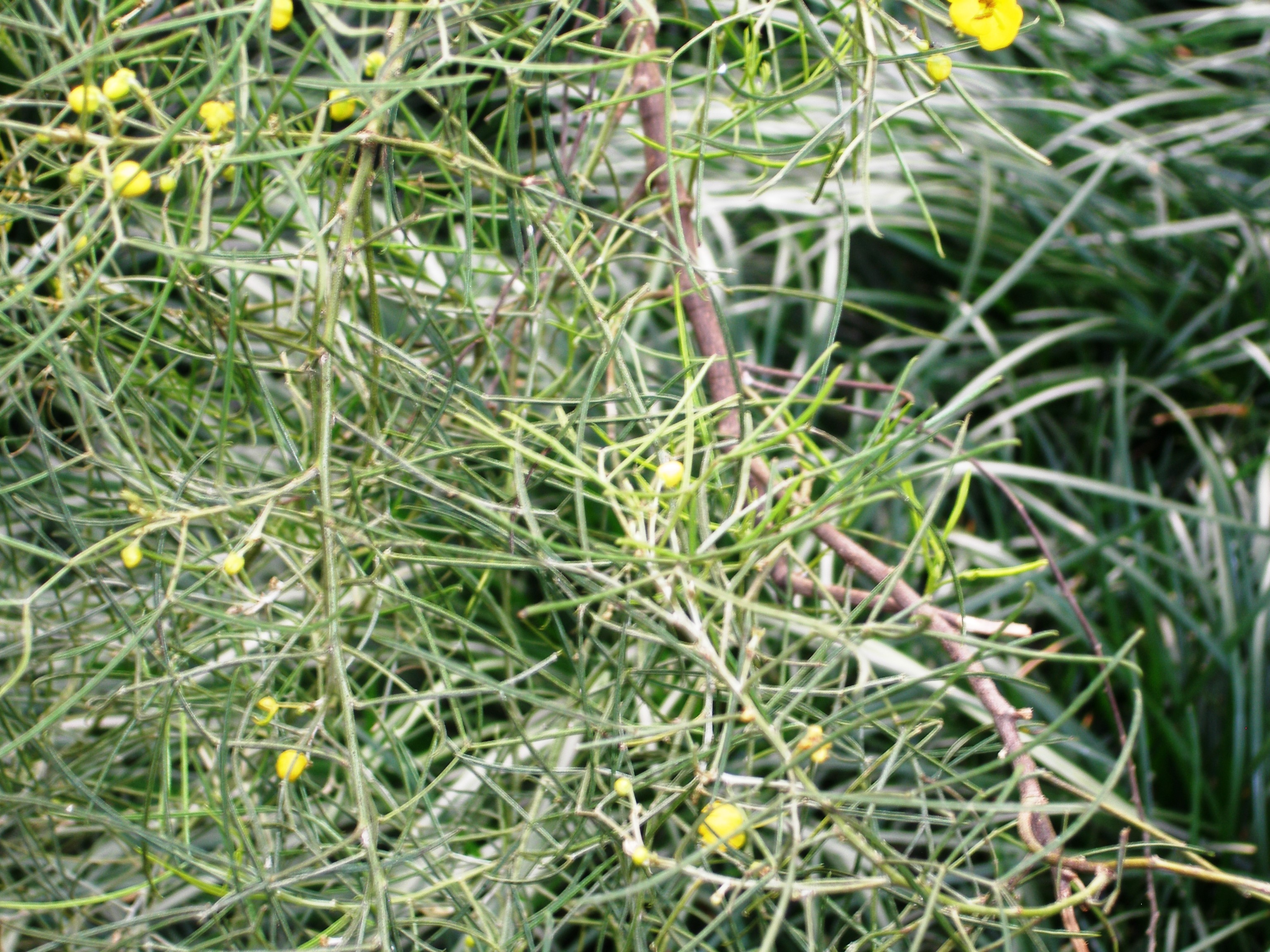
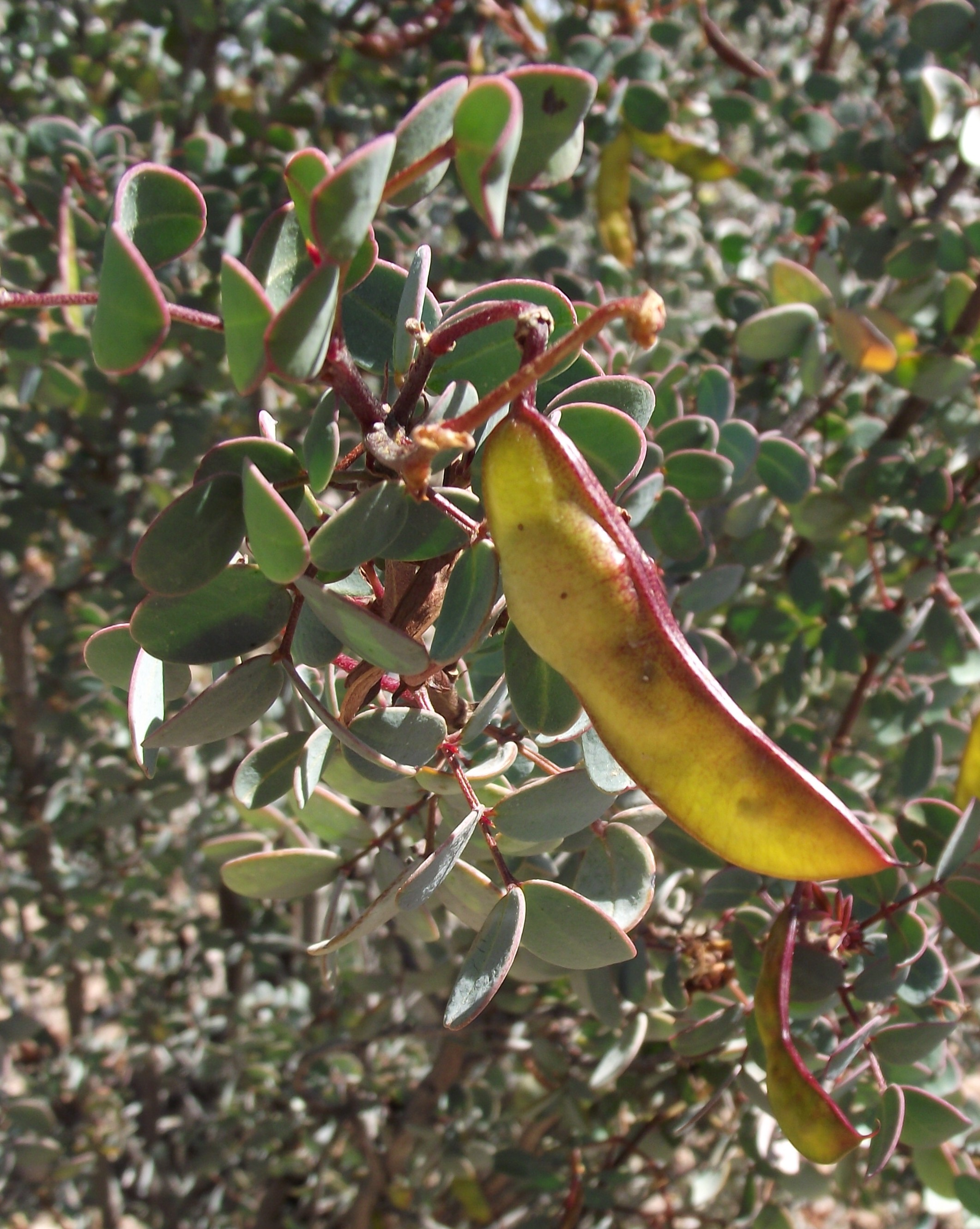